# Clé en main
Pour les articles homonymes, voir EPCC.
Un projet clé en main est un projet qui, une fois réalisé, est immédiatement prêt à être utilisé. 
En anglais, on parle de E.P.C.C. pour Engineering, Procurement, Construction and Commissioning que l'on pourrait traduire en français par Conception, Fourniture, Construction et mise en service. 
L'expression désigne notamment un contrat passé entre un client et un fournisseur pour la réalisation de très gros projets d'ingénierie, notamment dans l'industrie pétrolière et gazière.
Pour la construction des bâtiments il s'agit d'un contrat unique ou le concepteur qui réalise les plans et les études est aussi celui qui réalise les travaux pour un prix "tout compris" garanti. Il s'utilise fréquemment en France pour la construction de Maison Individuelle avec un Contrat de Construction de Maison Individuelle CCMI dont les clauses réglementées sont définies par la loi. Il peut s'appliquer à tout type de bâtiment notamment avec le concours d'un Architecte Contractant Général.